# 総社二子山古墳
総社二子山古墳（そうじゃふたごやまこふん）は、群馬県前橋市総社町植野にある古墳。形状は前方後円墳。総社古墳群を構成する古墳の1つ。国の史跡に指定されている（指定名称は「二子山古墳」、史跡「総社古墳群」のうち）。

## 概要
| 支群 | 古墳名        | 形状       | 規模      | 埋葬施設       | 築造時期 | 史跡指定 |
| ---- | ------------- | ---------- | --------- | -------------- | -------- | -------- |
| 北   | 遠見山古墳    | 前方後円墳 | 墳丘長88m | 竪穴式石室?    | 5c後半   | 国史跡   |
| 南   | 王山古墳      | 前方後円墳 | 墳丘長76m | 横穴式石室     | 6c初頭   | 市史跡   |
| 南   | 王河原山古墳? | 前方後円墳 |           |                |          | （消滅） |
| 北   | 二子山古墳    | 前方後円墳 | 墳丘長90m | 横穴式石室2基  | 6c後半   | 国史跡   |
| 北   | 愛宕山古墳    | 方墳       | 一辺56m   | 横穴式石室     | 7c前半   | 国史跡   |
| 北   | 宝塔山古墳    | 方墳       | 一辺66m   | 複室横穴式石室 | 7c中葉   | 国史跡   |
| 北   | 蛇穴山古墳    | 方墳       | 一辺44m   | 横穴式石室     | 7c後半   | 国史跡   |

群馬県中部、榛名山東南麓・利根川西岸の前橋台地上に築造された古墳である。江戸時代に発掘され副葬品が出土しているほか、1967年（昭和42年）に実測調査が、近年に発掘調査が実施されている。
墳形は前方後円形で、前方部を西方向に向ける。墳丘は2段築成。墳丘長は89.9メートルを測り、総社古墳群では最大規模になる。墳丘外表では葺石・埴輪が認められる。また墳丘周囲には周濠が巡らされる。埋葬施設は後円部・前方部の基壇上における各1基の両袖式の横穴式石室で、いずれも南方向に開口する（現在は後円部石室は崩落）。後円部石室は群馬県内で最大級の規模の石室として注目されるほか、前方部石室は江戸時代に発掘され、優美な頭椎大刀の出土が知られる（現在は所在不明）。石室内からは、その他の副葬品として鉄刀・刀子・勾玉・鈴釧・須恵器（脚付長頸壺）などが出土している。
築造時期は、古墳時代後期の6世紀後半頃と推定される。総社古墳群では王山古墳または王河原山古墳に後続し、愛宕山古墳に先行する時期に位置づけられる。総社古墳群では最大規模の古墳であり、総社地域が古代上毛野地方（上野国）の政治的・文化的中心となる過程を考察するうえで重要視される古墳になる。被葬者は明らかでないが、豊城入彦命（崇神天皇第一皇子）の墓とする伝承があり、かつて陵墓に治定された経緯がある。
古墳域は1927年（昭和2年）に国の史跡に指定されている。

## 遺跡歴
- 文政2年（1819年）、前方部石室の発掘。人骨・副葬品の出土（一部は東京国立博物館所蔵）。
- 1875年（明治8年）、教部省により豊城入彦命の墓に治定（1876年（明治9年）に自然解消）。
- 1927年（昭和2年）4月8日、国の史跡に指定[5]。
- 1967年（昭和42年）、実測調査（尾崎喜左雄ら）[6]。
- 2020年度（令和2年度）、範囲確認調査（前橋市教育委員会、2023年に報告）。
- 2023年度（令和5年度）、範囲確認調査（前橋市教育委員会、2025年に報告）。
- 2024年（令和6年）2月21日、既指定の史跡「二子山古墳」・「宝塔山古墳」・「蛇穴山古墳」に従来未指定であった古墳2基を追加指定して、史跡指定名称を「総社古墳群」に変更。

## 墳丘

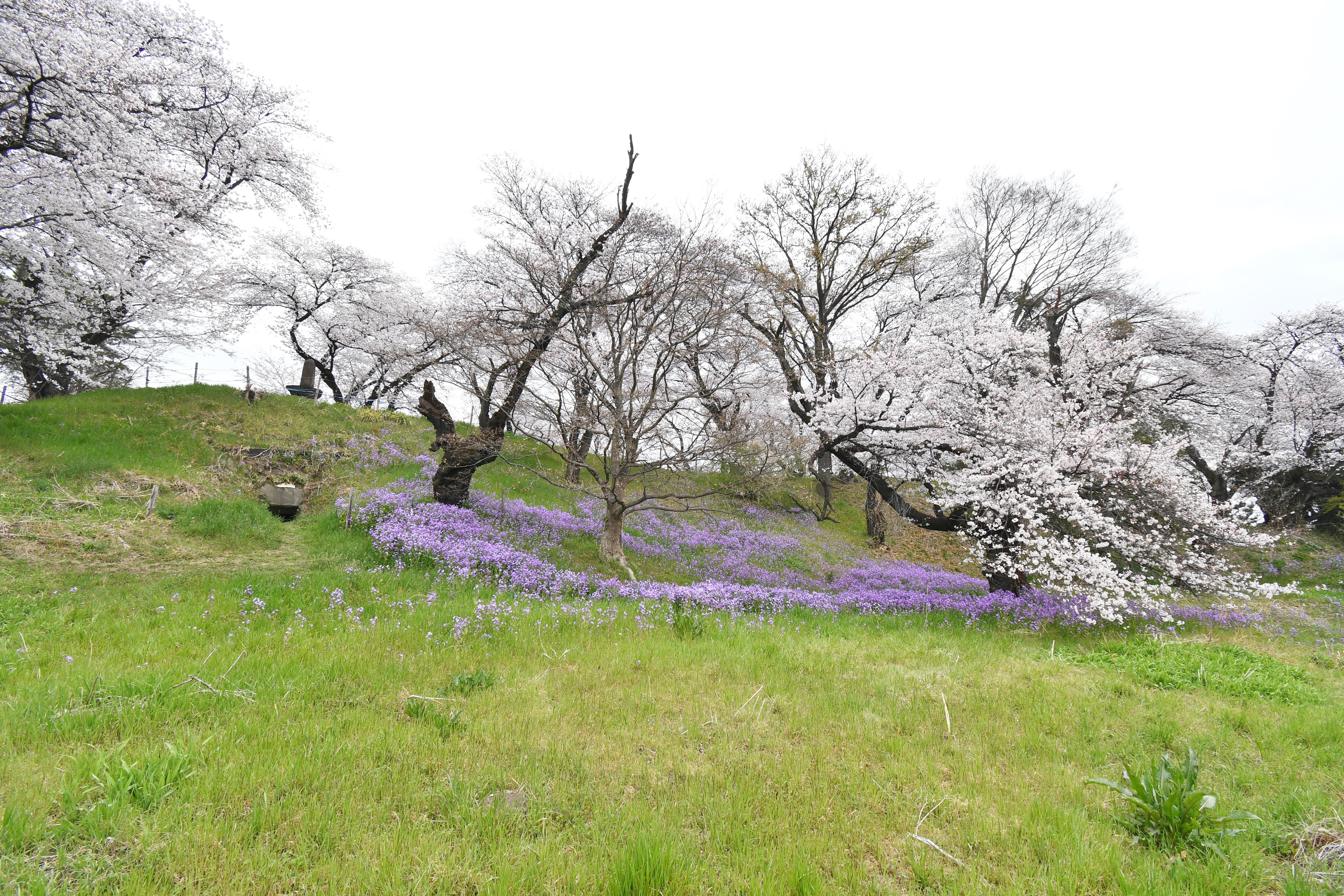
墳丘左に前方部・石室開口部、右奥に後円部。

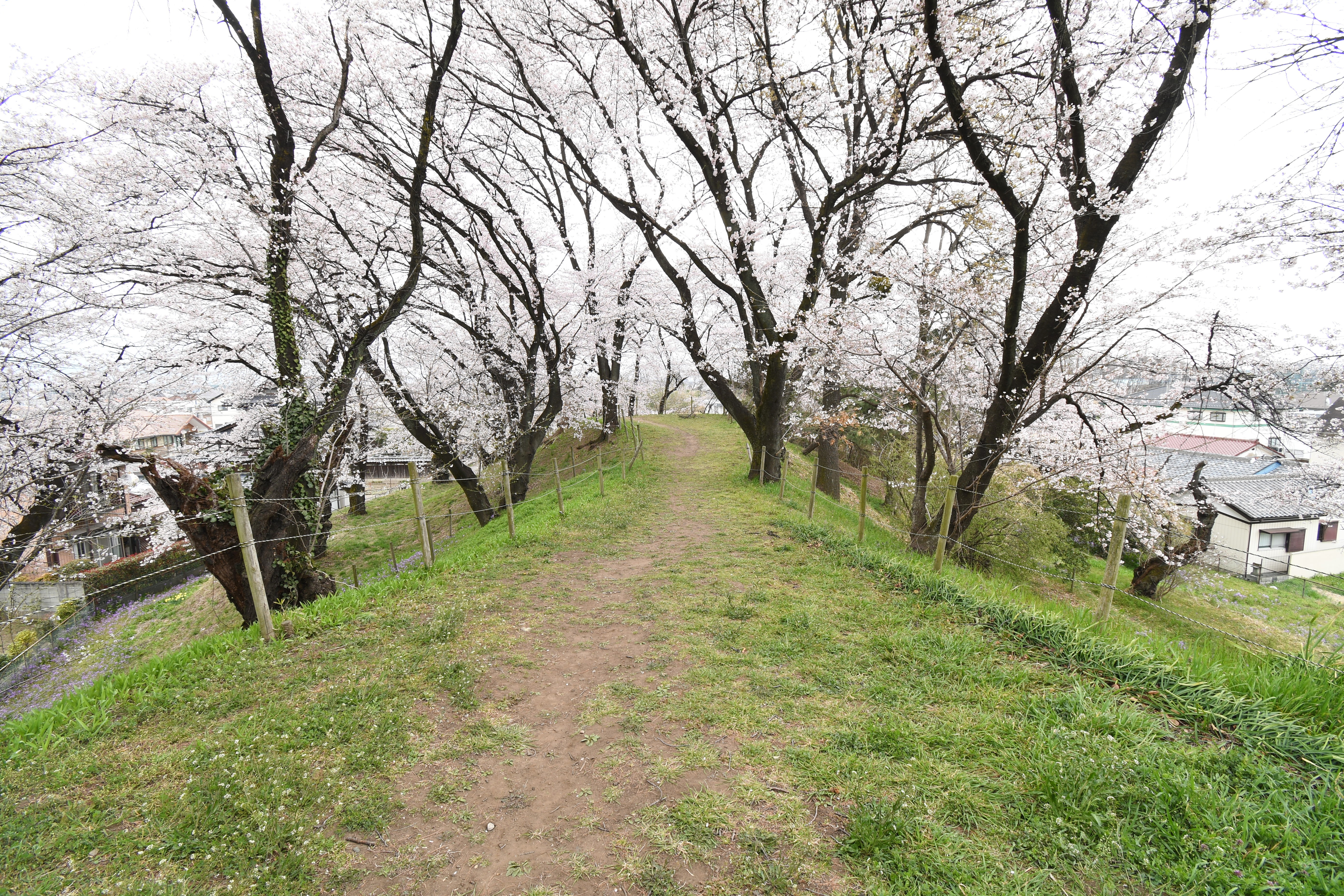
前方部から後円部を望む
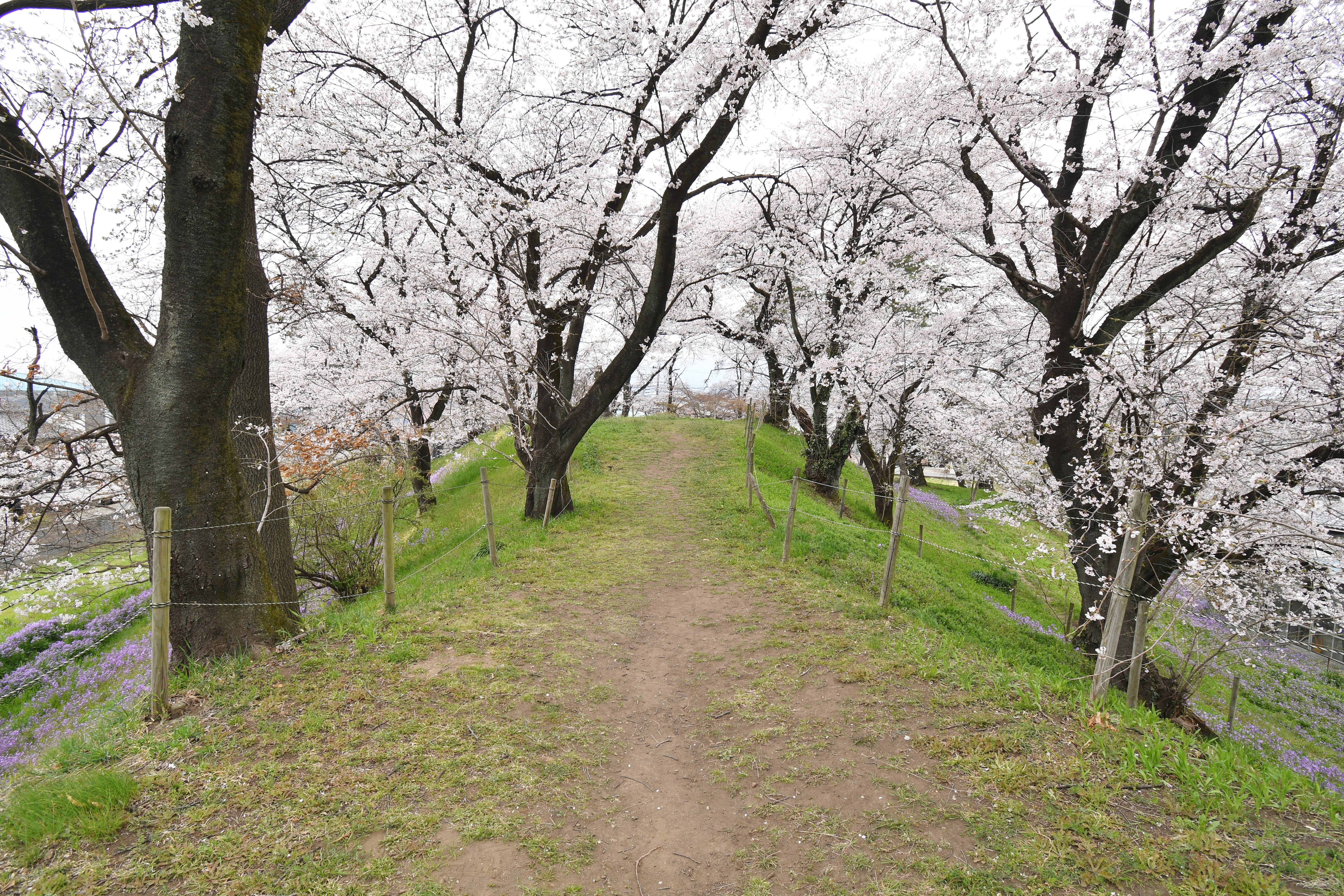
後円部から前方部を望む

墳丘の規模は次の通り。
- 墳丘長：89.9メートル
- 後円部
  - 直径：44メートル
  - 高さ：7メートル
- 前方部
  - 幅：61メートル
  - 高さ：8メートル

- 前方部から後円部を望む
- 後円部から前方部を望む

## 埋葬施設

前方部石室俯瞰図

前方部石室展開図

埋葬施設としては後円部・前方部の基壇上において各1基の両袖式横穴式石室が構築されており、いずれも南方向に開口する。石室の規模は次の通り。
後円部石室（現在は崩落）
- 石室全長：9.40メートル
- 玄室：長さ6.88メートル、幅3.40メートル（奥壁）

前方部石室
- 石室全長：8.76メートル
- 玄室：長さ4.27メートル、幅2.22メートル（奥壁）

後円部石室は、石材は榛名山二ッ岳噴出の角閃石安山岩の五面削りの切石で、互目積みによって構築される。群馬県内では最大級の規模の石室になる。ただし現在は天井石が崩落する。
前方部石室は、石材は自然石で、乱石積みによって構築される。江戸時代に発掘され、人骨のほか多数の副葬品が出土している。
これらの石室は、後円部石室の構築が先行し、前方部石室の構築が後続すると推測される。

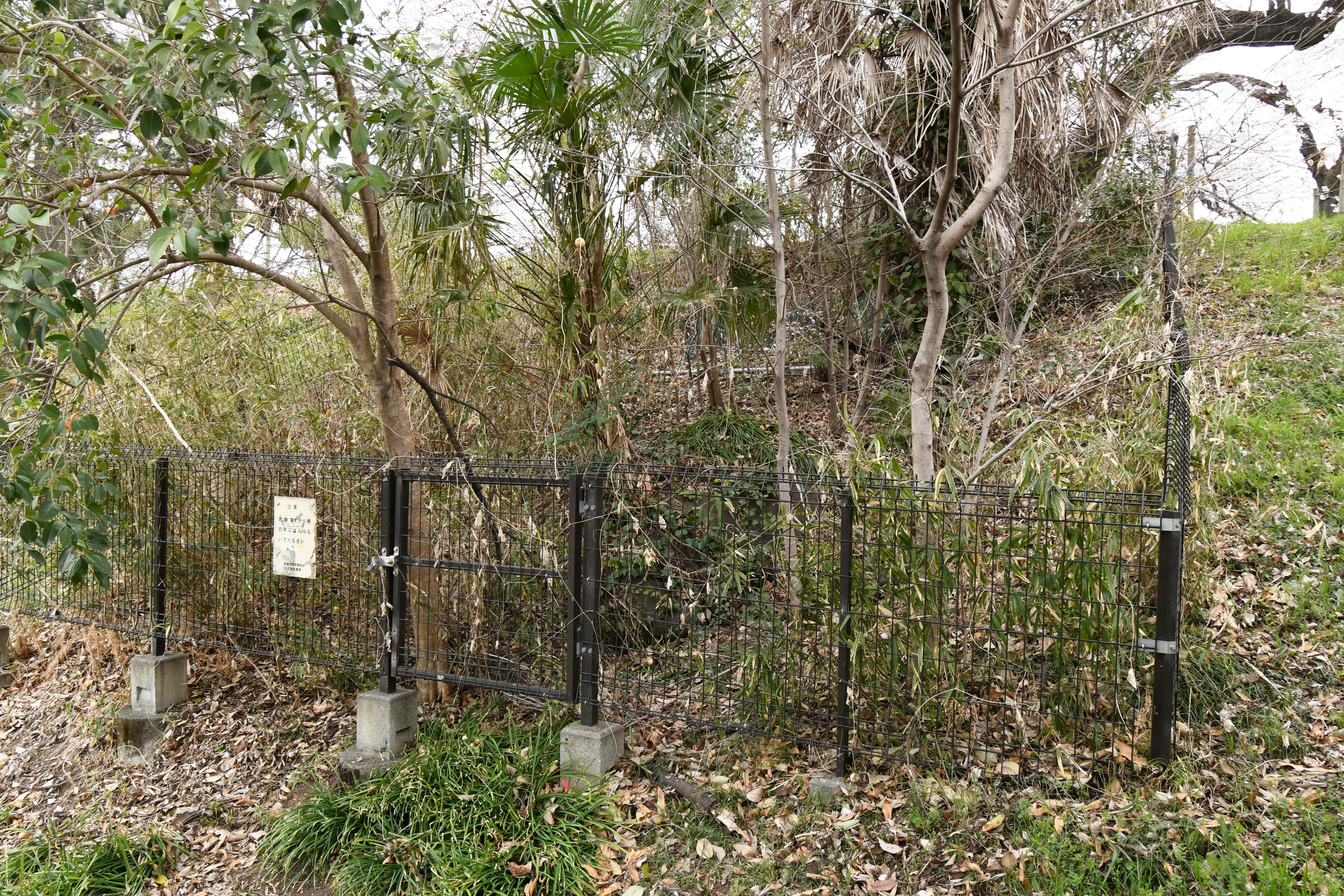
後円部石室
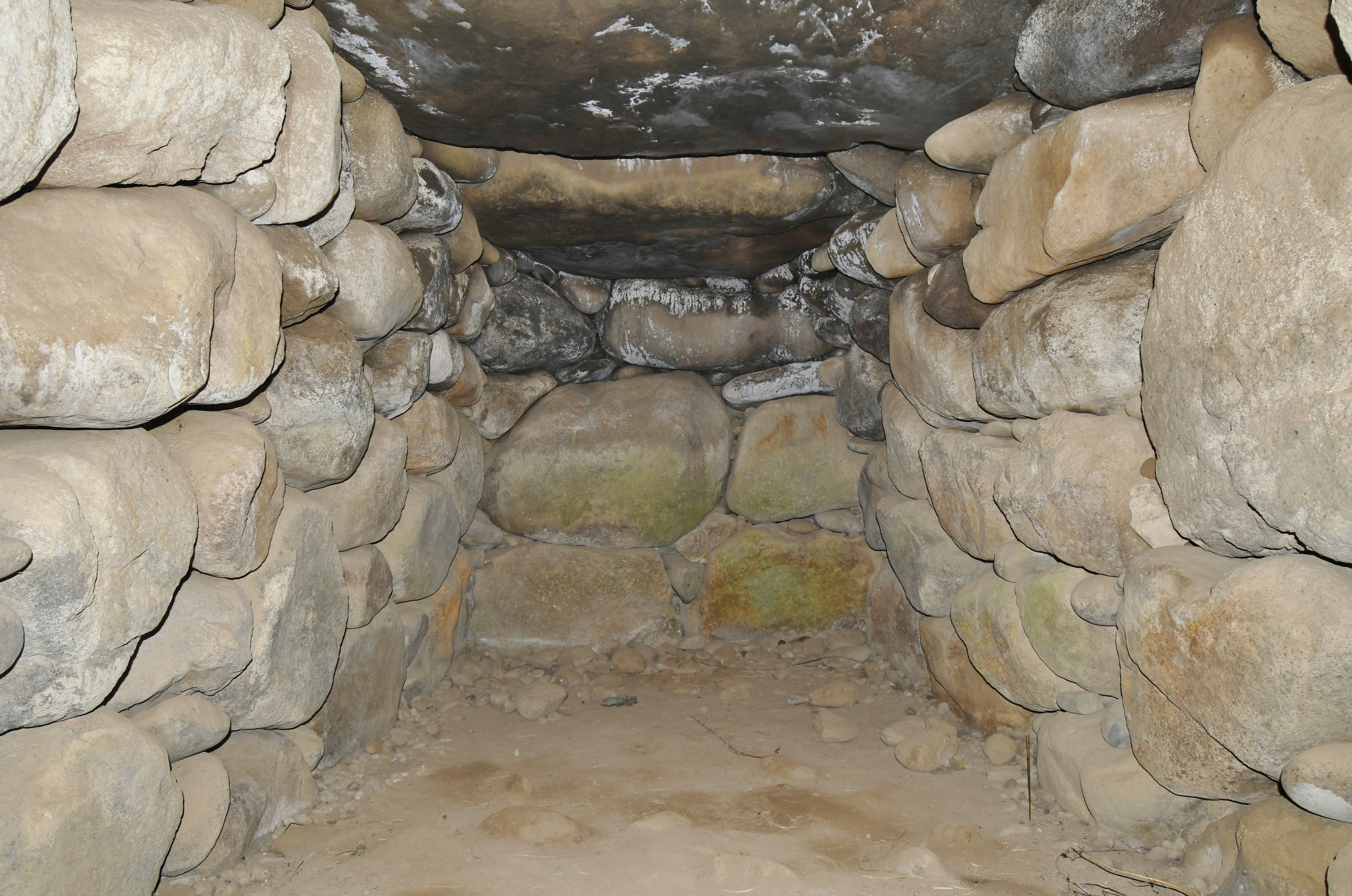
前方部玄室（奥壁方向）
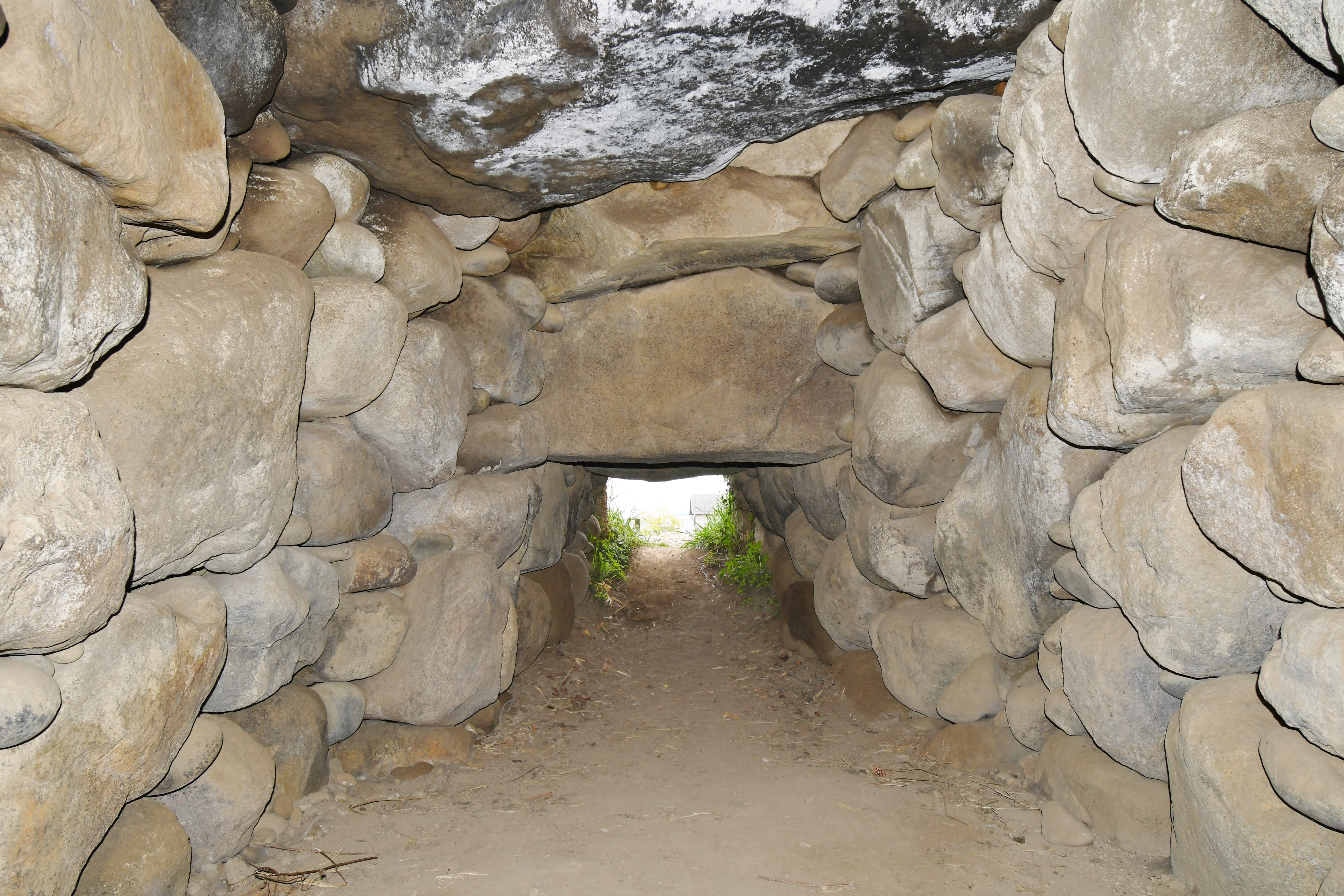
前方部玄室（開口部方向）
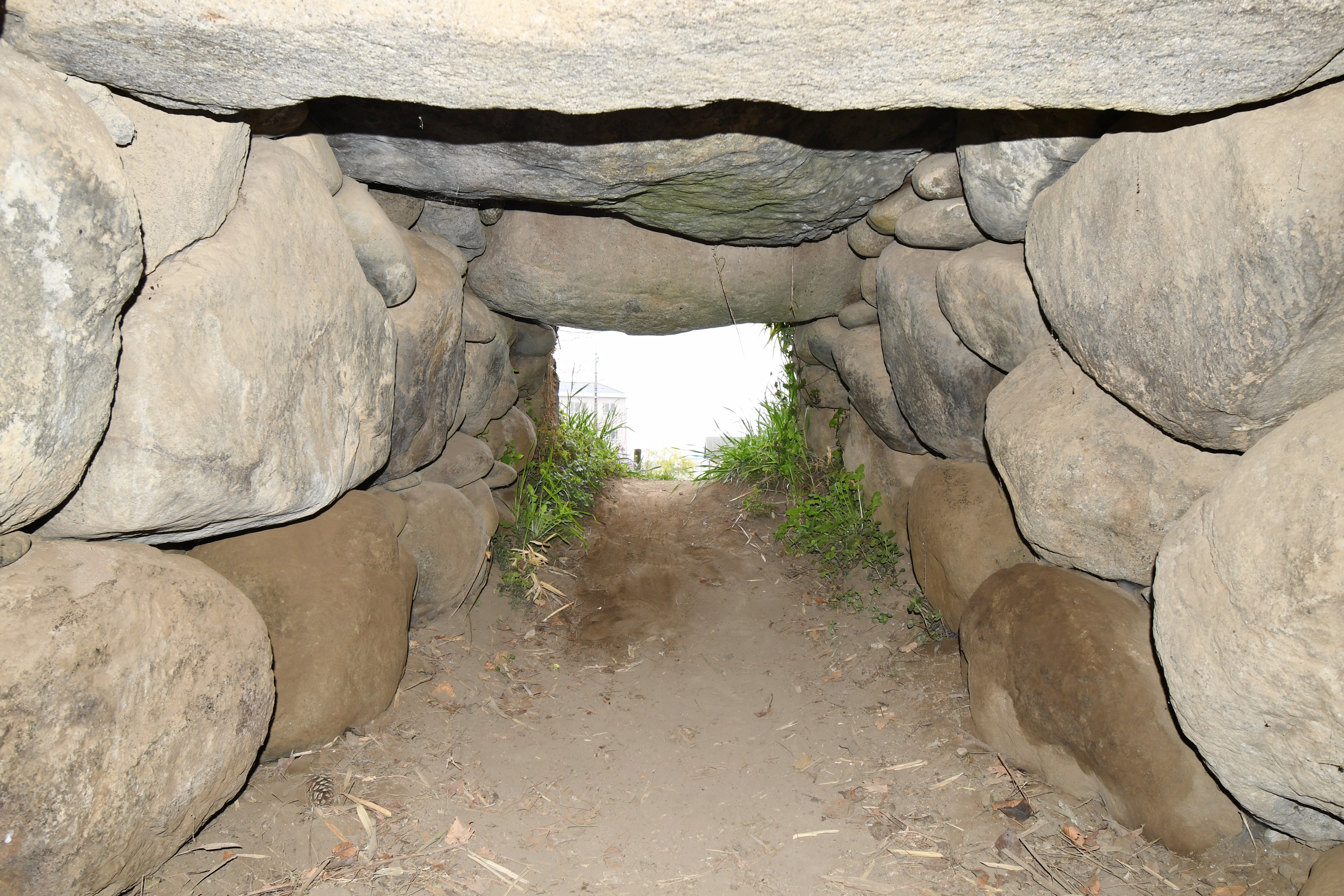
前方部羨道（開口部方向）
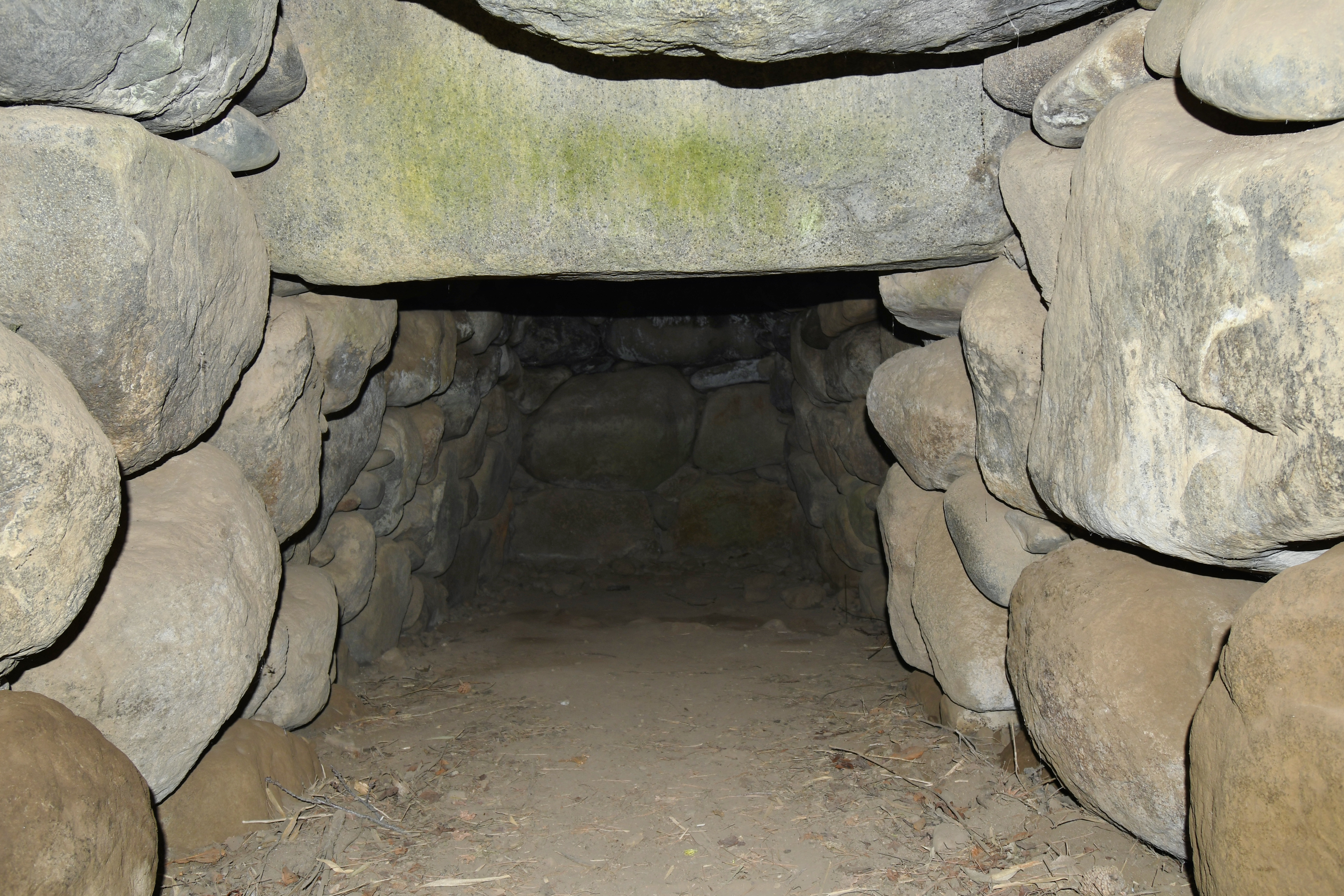
前方部羨道（玄室方向）
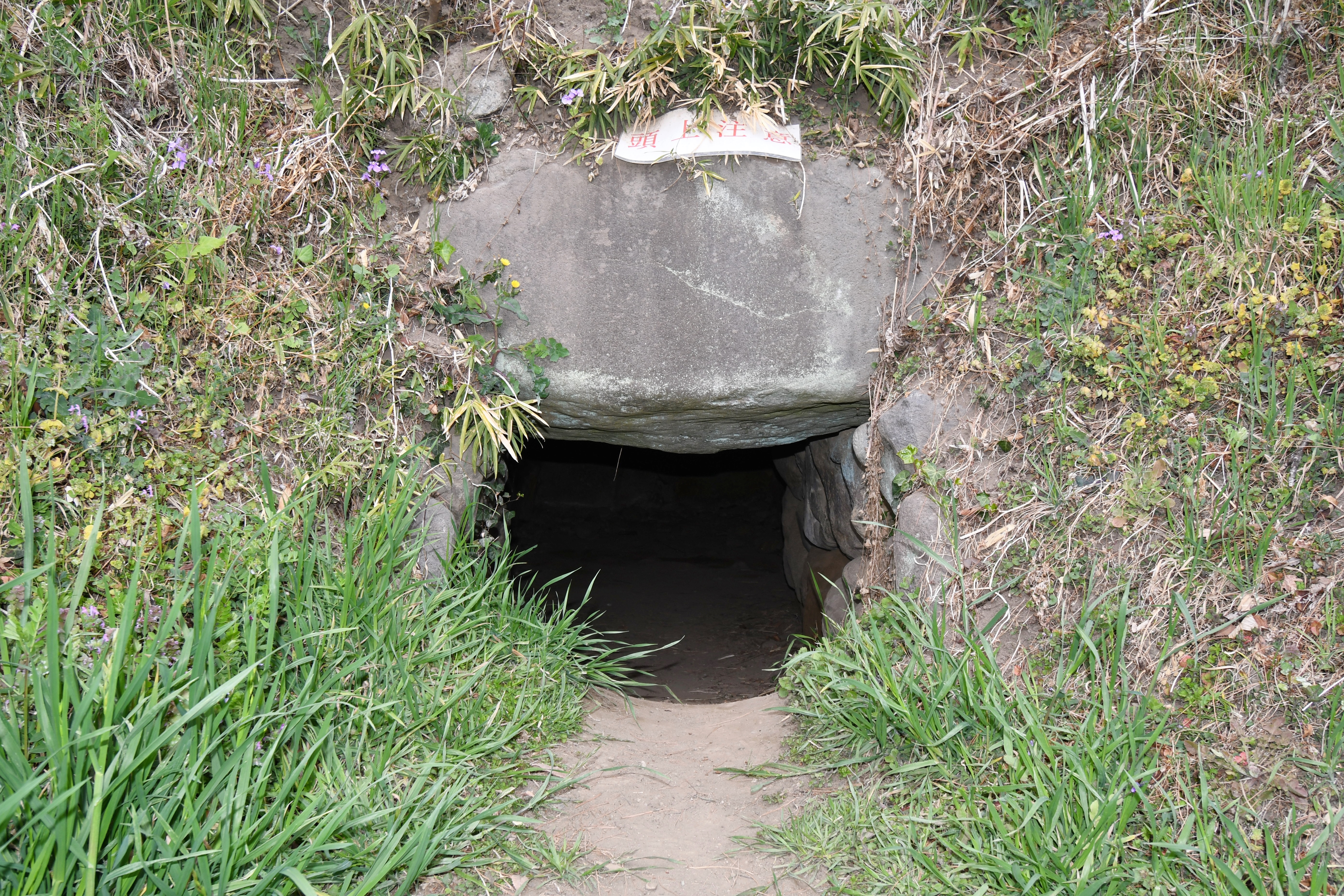
前方部開口部

## 出土品

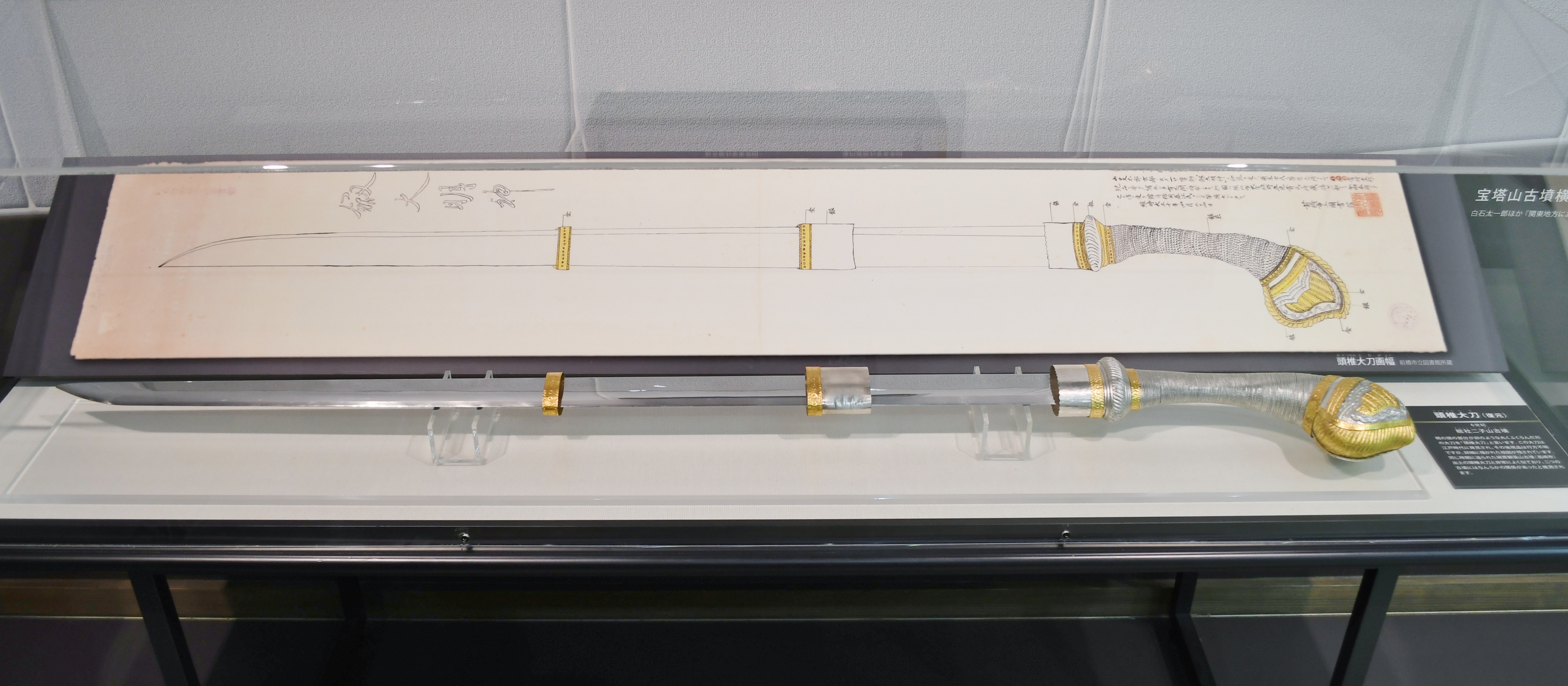
頭椎大刀（復元）前橋市総社歴史資料館展示。

江戸時代の発掘では、前方部石室内の副葬品として頭椎大刀1・鉄刀残片・刀子2・勾玉4・鈴釧1・瓶1・脚付長頸坩1などの出土が藩に届けられている（松平藩日記）。特に頭椎大刀は現在では所在不明であるが、詳細な絵図から様々な装飾を施す優美な大刀であったことが知られ、綿貫観音山古墳（高崎市）出土品との類似が指摘される。
現在は、出土品のうち勾玉・金耳環・六鈴釧・鉄鏃・脚付長頸壺が東京国立博物館で所蔵される（長頸壺は寛政年間（1789-1801年）の出土と伝える）。

## 陵墓治定
二子山古墳は、かつて陵墓に治定された経緯を持つ。
1871年（明治4年）に陵墓の全国調査が太政官布告として全国に通知された際、群馬県はまず総社二子山古墳について対応した。1874年（明治7年）に群馬県は教部省に上毛野君・下毛野君の始祖とされる豊城入彦命（崇神天皇第一皇子）の墓として二子山古墳を申請して認められ、1875年（明治8年）には教部省から豊城入彦命の墓に墓掌・墓丁がおかれることになった。しかし1876年（明治9年）に宮内省からの給料を巡って村内で紛糾が起こり、墓掌・墓丁が辞職して自然解消に至っている。
その後の再調査によって、大室古墳群の前二子古墳（前橋市西大室町）が豊城入彦命の墓とされ申請されたが、治定には至っていない。

## 文化財

### 国の史跡
- 二子山古墳（史跡「総社古墳群」のうち）
1927年（昭和2年）4月8日、「二子山古墳」として指定[5]。
2024年（令和6年）2月21日、既指定の史跡「二子山古墳」・「宝塔山古墳」・「蛇穴山古墳」に遠見山古墳・愛宕山古墳の2基を追加指定して、史跡指定名称を「総社古墳群」に変更。

## 関連施設
- 前橋市総社歴史資料館（前橋市総社町総社） - 二子山古墳出土の頭椎大刀の復元品を展示。

## 関連文献
（記事執筆に使用していない関連文献）
- 『総社古墳群 範囲内容確認調査報告書II -遠見山古墳・総社二子山古墳・愛宕山古墳・宝塔山古墳・蛇穴山古墳の調査-』前橋市教育委員会、2023年。 - リンクは奈良文化財研究所「全国文化財総覧」。
- 『総社古墳群総括報告書』前橋市教育委員会、2023年。 - リンクは奈良文化財研究所「全国文化財総覧」。
- 『総社古墳群 範囲内容確認調査報告書III -愛宕山古墳の調査・総社二子山古墳の範囲確認調査・宝塔山古墳、蛇穴山古墳の石室調査-』前橋市教育委員会、2025年。 - リンクは奈良文化財研究所「全国文化財総覧」。